# Місник Віктор Порфирович
Віктор Порфирович Місник (нар. 26 травня 1948, Нехаївка, Коропський район, Українська РСР, СРСР) — російський промисловець, учений, доктор технічних наук, професор, педагог. Генеральний директор і член ради директорів «АТ Корпорація „Комета“» з 2012 року по 2023 рік. Член ради директорів АТ НДІ «Субмікрон» із 2012 року.
Почесний член Союзу машинобудівників Росії з 2008 року. Завідувач кафедри МФТІ. Викладач.

## Біографія
Народився 26 травня 1948 року в селі Нехаївка Коропського району Чернігівської області. У 1972 році закінчив Московський фізико-технічний інститут. Деякий час працював на іншому підприємстві Алмаз-Антей. У 1999 році призначений Генеральним директором — генеральним конструктором ЦНДІ «Комета» (АТ Корпорація «Комета»). 2012 року увійшов до складу ради директорів Корпорації. Віктор Порфирович є автором 350 наукових праць та 12 патентів на винаходи.Зробив значний внесок у створення космічних систем виявлення стартів балістичних ракет, розвідки акваторій Світового океану, дослідження характеристик фізичних явищ техногенного походження.
Є завідувачем кафедри «Космічні інформаційні системи» МФТІ та керівником навчального центру, що складається із трьох кафедр МІРЕА. 6 квітня 2023 року рішенням Ради директорів АТ "Корпорація космічних систем спеціального призначення «Комета» звільнений з посади генерального директора — генерального конструктора корпорації та призначений науковим керівником корпорації «Комета».

## Кар'єра
- 1985—1990 — начальник відділу ЦНДІ «Комета»
- 1990—2000 — головний інженер корпорації ЦНДІ «Комета»
- 2000—2012 — генеральний конструктор ЦНДІ «Комета»
- з 2008 року — член Союзу машинобудівників Росії
- 2012—2023 — генеральний директор — генеральний конструктор АТ Корпорація «Комета»

## Досягнення та звання
- Лауреат Державної премії Російської Федерації (1999);
- Орден Пошани (2004);
- Почесна грамота Уряду Російської Федерації (2008);
- Медаль «За заслуги в освоєнні космосу»;
- Знак «За сприяння космічній діяльності» Федерального космічного агентства;[2]
- Знак «Королева» Федерального космічного агентства;[2]
- Заслужений діяч науки Російської Федерації (2009).
- Почесний професор МФТІ (2012)[5]

## Особисте життя
Одружений, є діти та онуки.